# El Pital
El Pital (hiszp. Cerro El Pital) – szczyt górski w paśmie Sierra Madre de Chiapas, położony na granicy Salwadoru z Hondurasem. Wznosi się na wysokość 2730 m n.p.m. – stanowi najwyższy szczyt Salwadoru.